# 葵青交匯處

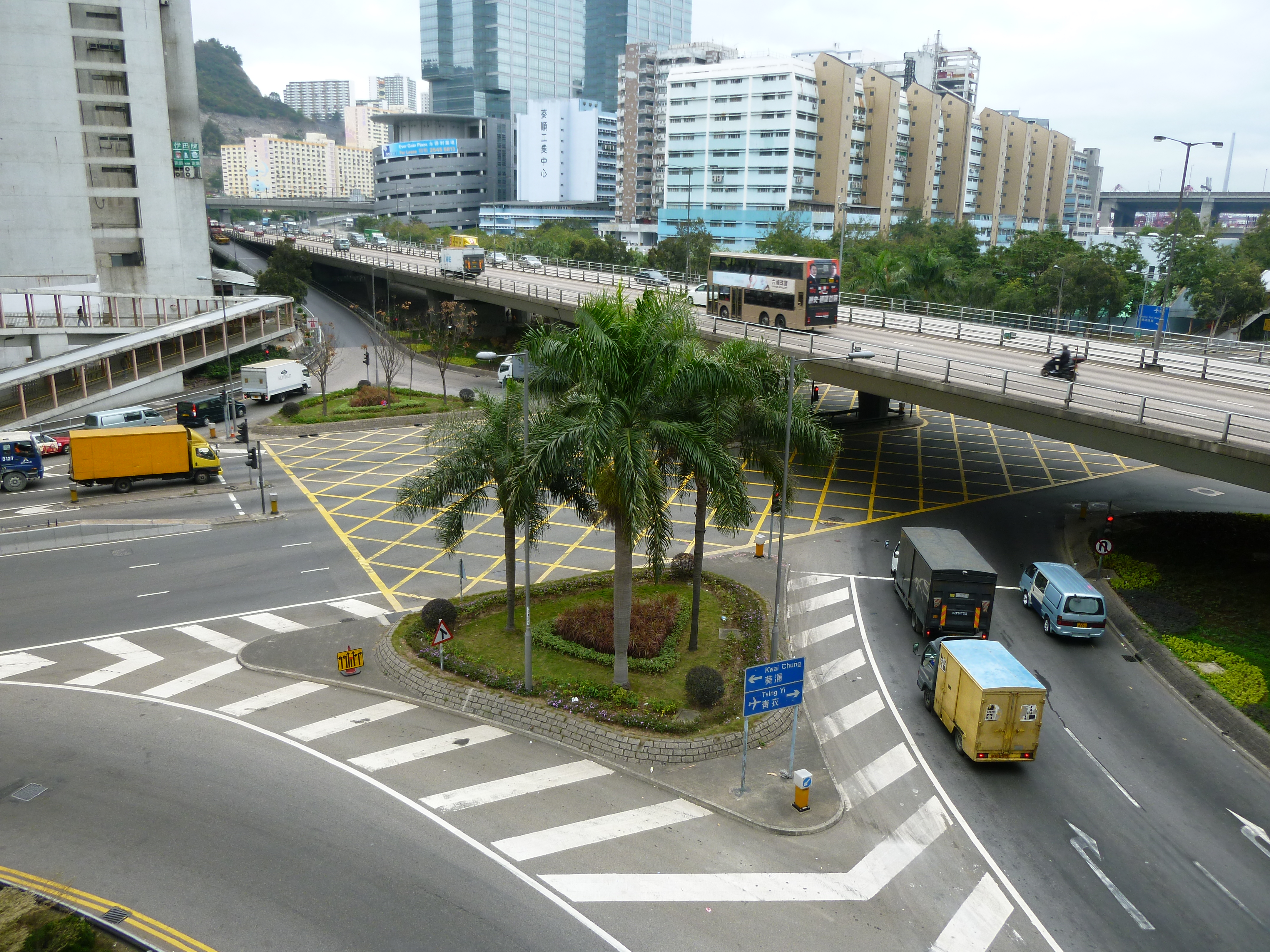
葵青交匯處

葵青交匯處是香港一個道路交匯處，位於新界葵青區的葵芳，鄰近葵涌公園。該交匯處接駁香港5號幹線的荃灣路，以及葵青路。
葵青交匯處原為迴旋處，後改為現時使用的單點城市交匯處。

## 道路連接
- 交匯處東北面是葵青路往興芳路方向，往葵芳及其鄰近地區。
- 交匯處西南面是葵青路往青衣大橋方向，往青衣島南部，另有支路往醉酒灣及葵青貨櫃碼頭。
- 交匯處東南面是荃灣路往葵涌道方向，往葵青貨櫃碼頭及九龍。
- 交匯處西北面是荃灣路往荃青交匯處方向，往荃灣及青衣島北部。

## 外部連結
- 荃灣擬建三新路紓塞車 （页面存档备份，存于）